# Marija Itkina
Marija Leontjavna Itkina (belorusko Марыя Лявонцеўна Іткіна), beloruska atletinja, * 3. februar 1932, Roslavelj, Sovjetska zveza, † 1. december 2020, Minsk, Belorusija.
Nastopila je na olimpijskih igrah v letih 1956, 1960 in 1964, dosegla je dvakrat četrto mesto v štafeti 4×100 m, četrti mesti v teku na 100 m in teku na 200 m ter peto mesto v teku na 400 m. Na evropskih prvenstvih je osvojila dve zlati in bronasto medaljo v teku na 400 m ter zlati medalji v teku na 200 m in štafeti 4x100 m. Štirikrat zapored je postavila svetovni rekord v teku na 400 m, ki ga je držala med letoma 1957 in 1962, in dvakrat svetovni rekord v štafeti 4 x 100 m, v letih 1955 in 1956. 